# Tabernaemontana linkii
Tabernaemontana linkii är en oleanderväxtart som beskrevs av A.Dc.. Tabernaemontana linkii ingår i släktet Tabernaemontana och familjen oleanderväxter. Inga underarter finns listade i Catalogue of Life.